# Parafia Plaquemines
Parafia Plaquemines (ang. Plaquemines Parish) – parafia cywilna w stanie Luizjana w Stanach Zjednoczonych. Obszar całkowity parafii obejmuje powierzchnię 2 567,20 mil2 (6 649,04 km²). Według danych z 2010 r. parafia miała 22 075 mieszkańców. Parafia powstała w 1807 roku, a jej nazwa pochodzi najprawdopodobniej od kreolskiego słowa oznaczającego hurmę.

## Sąsiednie parafie
- Parafia Orlean (północ)
- Parafia St. Bernard (północny wschód)
- Parafia Jefferson (zachód)

## CDP
- Belle Chasse
- Boothville
- Buras
- Empire
- Pointe à la Hache
- Port Sulphur
- Triumph
- Venice